# Sobór św. Dymitra Sołuńskiego w Kowlu
Sobór św. Dymitra Sołuńskiego – prawosławny sobór w Kowlu. Należy do eparchii wołyńskiej Kościoła Prawosławnego Ukrainy. 
Obiekt został poświęcony i oddany do użytku liturgicznego 21 sierpnia 2006. Ceremonii jego konsekracji przewodniczył arcybiskup łucki i wołyński Michał.